# Sistema educativo de Honduras
El sistema educativo de Honduras es una función esencial del estado de Honduras para la conservación, el fomento y difusión de la cultura, la cual deberá proyectar sus beneficios a la sociedad sin discriminación de ninguna naturaleza. La educación nacional será laica y se fundamentará en los principios esenciales de la Democracia. Inculcará y fomentará en los educandos profundos sentimientos hondureñistas y deberá vincularse directamente con el proceso de desarrollo económico y social del país. Es un derecho que es reconocido en la Constitución de Honduras de 1982, emitido mediante Decreto n.º 131 de la Asamblea Nacional Constituyente y publicado en el Diario oficial La Gaceta (Honduras). En la mencionada Carta Magna se establecen las bases de cómo debe implementarse la educación en la nación.
El Estado tiene la obligación de desarrollar la educación básica del pueblo, creando al efecto los organismos administrativos y técnicos necesarios dependientes directamente de la Secretaría de Estado en el Despacho de Educación Pública. La erradicación del analfabetismo es tarea primordial del Estado. Es deber de todos los hondureños cooperar para el logro de este fin. El Estado reconoce y protege la libertad de investigación, de aprendizaje y de cátedra.

## Niveles de la educación en Honduras
La educación en Honduras está dividida según las necesidades de aprendizaje y las edades de los estudiantes en los siguientes niveles: Pre-básica, Básica, Media y Superior.
En el año 2000 los censos de estudiantes realizados por la Secretaría de Educación Pública reflejaban los datos siguientes: El Nivel de Educación Preescolar contaba con 120,141 alumnos, el Nivel de Educación Primaria contaba con 1.108,387 alumnos y el Nivel de Educación Medio contaba con 310,053 alumnos.

### Educación prebásica
La educación prebásica es gratuita y obligatoria, tiene como finalidad favorecer el crecimiento y desarrollo integral de las capacidades físicas y motoras, socio-afectivas, lingüísticas y cognitivas en los niños, para su adaptación total en el contexto escolar y comunitario. La cobertura de este nivel corresponde a educandos entre las edades de referencia de cuatro (4), cinco (5) y seis (6) años.
Para ingresar a la educación básica se requiere, donde existen condiciones de cobertura, haber cursado al menos un (1) año de educación prebásica.

### Educación básica
La educación básica es el nivel educativo que se orienta hacia la formación integral de los educandos en sus dimensiones física, afectiva, cognitiva, social, cultural, moral y espiritual, desarrollando sus capacidades de acuerdo a los conocimientos, habilidades y actitudes definidos en el currículo prescrito para este nivel, los cuales permiten continuar el proceso educativo formal.
La educación básica es gratuita y obligatoria. Consta de nueve (9) años, con edades de referencia desde los seis (6) a los catorce (14) años y se divide en tres (3) ciclos secuenciales y continuos de tres (3) años cada uno. Además de la evaluación anual, cada ciclo será evaluado como un todo.

#### Primer ciclo
- Primer grado
- Segundo grado
- Tercer grado

#### Segundo ciclo
- Cuarto grado
- Quinto grado
- Sexto grado

#### Tercer ciclo
- Séptimo grado
- Octavo grado
- Noveno grado

### Educación media
La educación media tiene como propósito ofrecer la experiencia formativa para incorporarse al mundo del trabajo y proseguir estudios en el nivel superior, mediante la adquisición y construcción de conocimientos, habilidades y actitudes relevantes para su vida personal y social; así como para el desarrollo económico, sociocultural, científico y tecnológico del país.
Comprende las edades de referencia entre los quince (15) a los diecisiete (17) años y su culminación dará lugar al otorgamiento del título conforme al grado académico según su bachillerato (con duración de 2 o 3 años), determinado por la Secretaría de Estado en el Despacho de Educación.
La educación media es gratuita y obligatoria. Las modalidades y especialidades de este nivel están sustentadas en criterios pedagógicos, técnicos y científicos.

#### Bachilleratos disponibles[15]
1. Bachillerato en Ciencias y Humanidades
2. Bachillerato en Ciencias y Humanidades con Orientación en Música
3. Bachillerato en Ciencias y Humanidades con Orientación Militar
4. Bachillerato Técnico Profesional en Administración Hotelera
5. Bachillerato Técnico Profesional en Electricidad
6. Bachillerato Técnico Profesional en Contaduría y Finanzas
7. Bachillerato Técnico Profesional en Administración de Empresas
8. Bachillerato Técnico Profesional en Confección Industrial
9. Bachillerato Técnico Profesional en Construcciones Metálicas
10. Bachillerato Técnico Profesional en Electrónica
11. Bachillerato Técnico Profesional en Industria de la Madera
12. Bachillerato Técnico Profesional en Mecánica Automotriz
13. Bachillerato Técnico Profesional en Mecánica Industrial
14. Bachillerato Técnico Profesional en Informática
15. Bachillerato Técnico Profesional en Refrigeración y Aire Acondicionado
16. Bachillerato Técnico Profesional en Salud y Nutrición Comunitaria
17. Bachillerato Técnico Profesional con orientación en Artes Plásticas
18. Bachillerato Técnico Profesional con orientación en Artes Gráficas
19. Bachillerato Técnico Profesional en Promoción Social y Desarrollo Comunitario
20. Bachillerato Técnico Profesional en Banca y Finanzas
21. Bachillerato Técnico Profesional en Delineación Industrial
22. Bachillerato Técnico Profesional en Electromecánica
23. Bachillerato Técnico Profesional en Cooperativismo
24. Bachillerato Técnico Profesional en Diseño Gráfico
25. Bachillerato Técnico Profesional Mecatrónica
26. Bachillerato Técnico Profesional en Agroindustria
27. Bachillerato Técnico Profesional en Enfermería
28. Bachillerato Técnico Profesional Bomberil
29. Bachillerato Técnico Profesional en Marítima y Portuaria
30. Bachillerato Técnico Profesional en Mercadotecnia
31. Bachillerato Técnico Profesional en Informática con orientación en Robótica
32. Bachillerato Técnico Profesional en Asistente Ejecutivo Bilingüe
33. Bachillerato Técnico Profesional en Agricultura con orientación en café
34. Bachillerato Técnico Profesional en Mecánica de Aviación
35. Bachillerato Técnico Profesional en Control de Calidad y Producción

### Educación superior
Es impartida a estudiantes de 17 a 18 años en adelante, es la educación universitaria. El nivel de educación superior, comprende las carreras universitarias con grado de Licenciatura y Técnico Universitario.
Actualmente los egresados de diversificado tienen la posibilidad realizar exámenes preuniversitarios para identificar sus cualidades en la carrera a elegir, al momento de la matrícula los estudiantes ingresan recibiendo las clases básicas previo a entrar a la facultad de su elección de la que al terminar los periodos comprendidos obtienen su grado en Licenciatura o Técnico Universitario, otra modalidad que hace más accesible tener una educación superior para el pueblo.
El nivel superior universitario es el que comprende las especializaciones en los grados de licenciaturas y técnicos universitarios, diplomados, postgrados, máster y doctorados.

### Año lectivo
En Honduras, el año escolar comienza en el mes de febrero y finaliza en el mes de noviembre, que comprende un total de cuarenta semanas de clases y debería consistir en un mínimo de alrededor de doscientos días lectivos, en el nivel del sistema educativo público.

## Historia de la educación en Honduras
Aun siendo las nuevas tierras reclamadas por la corona española, los reyes enviaron aparte de adelantados, frailes misioneros con el fin de cristianizar tanto a los nativos como a los nacidos en la América colonial. En la Provincia de Comayagua Honduras, en el año de 1731 se fundó el primer centro de educación Colegio Tridentino de Comayagua o Colegio de San Agustín en la Villa de Santa María de la Nueva Valladolid de Comayagua, por Fray Obispo Antonio López Portillo de Guadalupe,  unos años más tarde en 1779 fue fundada la primera escuela en la Villa de san Miguel de Heredia de Tegucigalpa, pero no hasta 1817 cuando el Ayuntamiento intenta la creación de una Escuela de Primeras Letras para la formación de estudiantes.

## Educación laica
El artículo 24 de la Constitución Política emitida en 1880, se establece "El Estado tiene el primordial deber de fomentar y proteger la instrucción pública en sus diversos ramos: La instrucción primaria es obligatoria laica y gratuita. Será también laica la instrucción media u superior. Ningún ministro de una sociedad religiosa podrá dirigir establecimientos de enseñanza sostenidos por el Estado.
Es así que el estado se hace cargo de la Educación pública, la cual constitucionalmente recalca que debe ser laica, gratuita y por ende obligatoria, para todos los habitantes; a cuyo caso de administrarla en 1889 se creó el Ministerio de Educación Pública adscrito al Poder Ejecutivo y con sede en la ciudad capital de Tegucigalpa, M.D.C. y con despachos en cada uno de los dieciocho departamentos de Honduras.
Previamente con la reforma educativa de 1957 del presidente Doctor Ramón Villeda Morales, se creó un nuevo sistema educacional y construcción de nuevos centros escolares y más tarde el 14 de noviembre de 1966 se emitió una Ley Orgánica de Educación, mediante Decreto n.º 79 del Congreso Nacional de Honduras, la cual estuvo en vigencia hasta el 22 de febrero de 2012, con la implementación de la nueva ley fundamental de educación. Cabe mencionar que al emitirse dicha ley Honduras estaba administrada por una Junta Militar de Gobierno.

## Datos

### Tasa de alfabetización
- 2000: 73,7%
- 2001: 72,7%
- 2002: 74%
- 2003: 76,2%
- 2004: 76,2%
- 2005: 76,2%
- 2006: 76,2%
- 2007: 80%
- 2008: 80%
- 2009: 80%.[17]

### Dato estimado para 2007-2011
- 94% Tasa de alfabetización de jóvenes entre los 15 a 24 años, hombres.
- 96% Tasa de alfabetización de jóvenes entre los 15 a 24 años, mujeres.[18]

### Matrículas
Un estudio realizado entre los años 1991 y 2000 reflejo que en Honduras la Tasa Neta de matrícula en el nivel primario, era de 87.7% (1991) y bajo considerablemente a 86.1% en (2000) quedando el país en último lugar a nivel Centroamericano; en el mismo año la Tasa Neta de Matrículas fue de un 34.6% disminuyendo unos 3 puntos a la década anterior. La tasa neta de escolaridad en el nivel preescolar en el año 2008 alcanzó un máximo de 31.9% en Honduras a diferencia del 74,4% alcanzado en Costa Rica. En cuanto a la educación de nivel secundaria en Honduras alcanzaba los 16 puntos, en el año 2000 y 24.6 en el año 2010.

### Centros de estudio en Honduras
La Secretaría de Educación de Honduras, ha publicado la cantidad de centros de educación existentes en el país en el mes de marzo del 2013, en el cual expresa que existen: 23,219 centros educativos de los cuales: 21,425 son oficiales; 1,668 son privados y 106 semioficiales. De los 1,668 centros privados 1,366 son bilingües, mientras el restante no lo es.
Informaciones recientes afirman que para 2023 en Honduras hay 13,087 centros educativos de educación básica y alrededor de 11,000 de educación media.

### Estrategia para la Reducción de la Pobreza

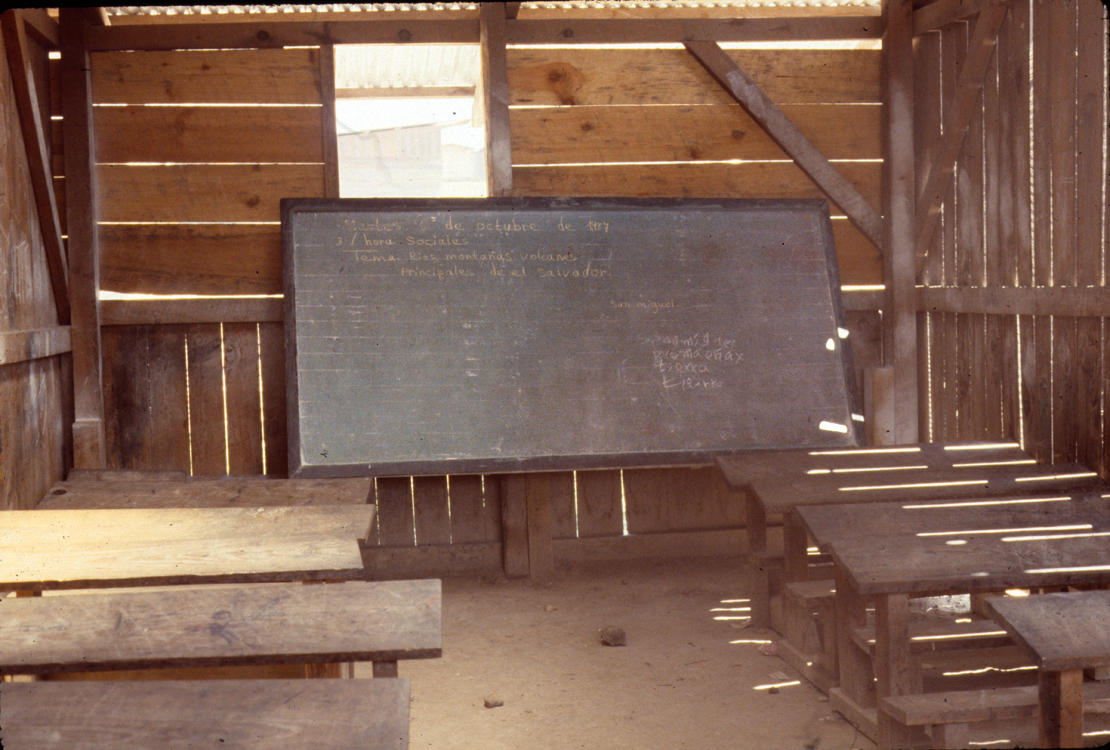
En pleno, aula de clases en pueblo.

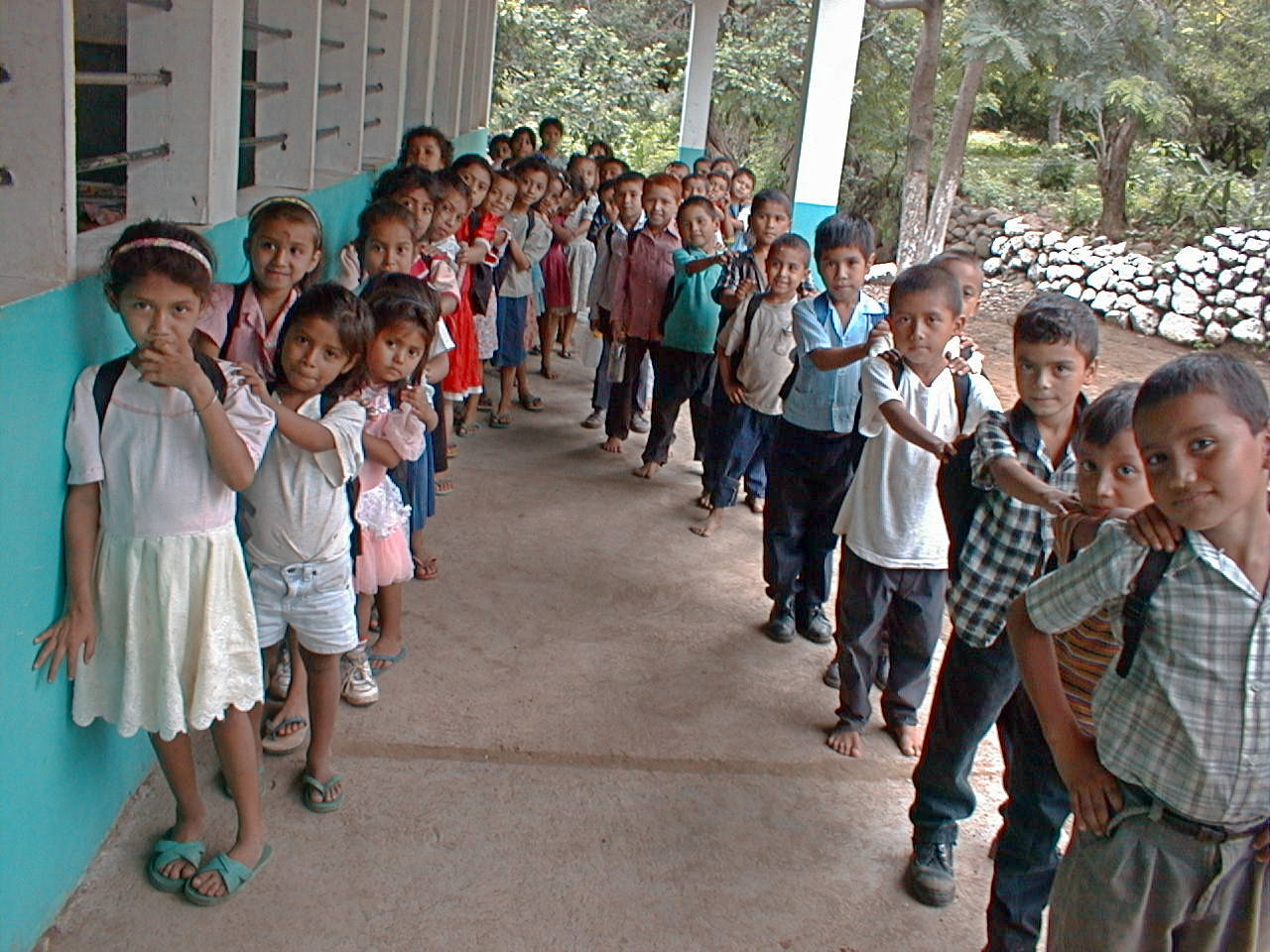
Niños haciendo fila para entrar a clases.

El estado de Honduras se dedicó a invertir entre 2001 a 2015, 18 mil millones de lempiras (US$ 933 millones de dólares) en proyectos sociales de educación, salud y cultura correspondientes al 35% del presupuesto de la estrategia de reducción de la pobreza. Esta inversión es una componente extra sobre el presupuesto ya dedicado y preestablecido para estos sectores.
De estos 18 millones de lempiras no sólo no se han visto inversiones en cultura y educación, sino que en lugar de ello se han comenzado a cerrar museos y 16 centros de estudios de educación media (escuelas y colegios), limitando a la mitad el número de estudiantes atendidos por el sistema de educación pública y dejando a miles de niños sin el derecho humano de la educación gratuita, que el Estado además llama obligatoria.
Un estudio en el 2015 reflejó que un 39% llegó a mejorar el rendimiento académico de escolares del Departamento de Francisco Morazán que recibieron computadoras e Internet inalámbrico en 2013.
REFORMAS EDUCATIVAS EN HONDURAS 2024
En Honduras, las reformas educativas en 2024 se enfocan en la mejora de la calidad y equidad en la educación, con énfasis en la formación docente y la inclusión educativa. Se busca implementar estrategias para erradicar la exclusión y desigualdad, promoviendo la igualdad de género y la atención a la diversidad cultural. Además, se prioriza la infraestructura escolar, la alimentación escolar y la recuperación de aprendizajes, especialmente tras la pandemia. 
Avances y Reformas Clave:
- Formación Docente:  Se está trabajando en la formación inicial y permanente de los docentes para mejorar su desempeño en los diferentes niveles educativos.
- Inclusión Educativa:  Se busca eliminar las barreras que limitan la igualdad y la equidad de género en todos los procesos educativos, incluyendo la admisión, permanencia y promoción de estudiantes y personal.
- Infraestructura:  Se están realizando inversiones en infraestructura escolar, incluyendo la construcción y rehabilitación de centros educativos, así como la dotación de materiales educativos.
- Alimentación Escolar:  Se prioriza la entrega de alimentación escolar para asegurar la retención de los estudiantes, especialmente en zonas vulnerables.
- Recuperación de Aprendizajes:  Se están implementando estrategias para recuperar los aprendizajes perdidos durante la pandemia, enfocándose en la nivelación de los estudiantes.
- Currículo Nacional Básico:  Se está transformando el Currículo Nacional Básico para adaptarlo a las necesidades actuales y promover un aprendizaje más integral.
- Reforma Curricular:  Se implementa la reforma curricular con un enfoque en la clase de Cívica Morazánica y la investigación para fortalecer los ideales de la patria.
- Red de Escuelas Agrícolas:  Se continúa impulsando la Red de Escuelas Agrícolas y las Escuelas Normales Bilingües.
- Declaración de Honduras Libre de Analfabetismo:  Se busca declarar a Honduras libre de analfabetismo por primera vez en la historia.
- Bachilleratos Técnicos Profesionales:  Se implementarán nuevos bachilleratos técnicos profesionales en áreas como innovación agroforestal y desarrollo empresarial.

Desafíos y Prioridades:
- Desigualdad Educativa:  Persisten altos niveles de exclusión educativa, especialmente en los niveles de prebásica y media.
- Resultados de Aprendizaje:  Es necesario evaluar el impacto de la pandemia en los aprendizajes y tomar medidas para recuperarlos.
- Alfabetización:  Se requiere fortalecer las estrategias para mejorar los niveles de alfabetización en el país.
- Inversión en Educación:  Es fundamental asegurar una inversión adecuada en educación para garantizar la calidad y la equidad.

En resumen, las reformas educativas en Honduras para 2024 se centran en mejorar la calidad, la equidad y la inclusión en el sistema educativo, con un enfoque en la formación docente, la infraestructura, la alimentación escolar y la recuperación de aprendizajes, aunque persisten desafíos importantes en cuanto a la desigualdad educativa y los resultados de aprendizaje.